# Pfarrkirche Debant

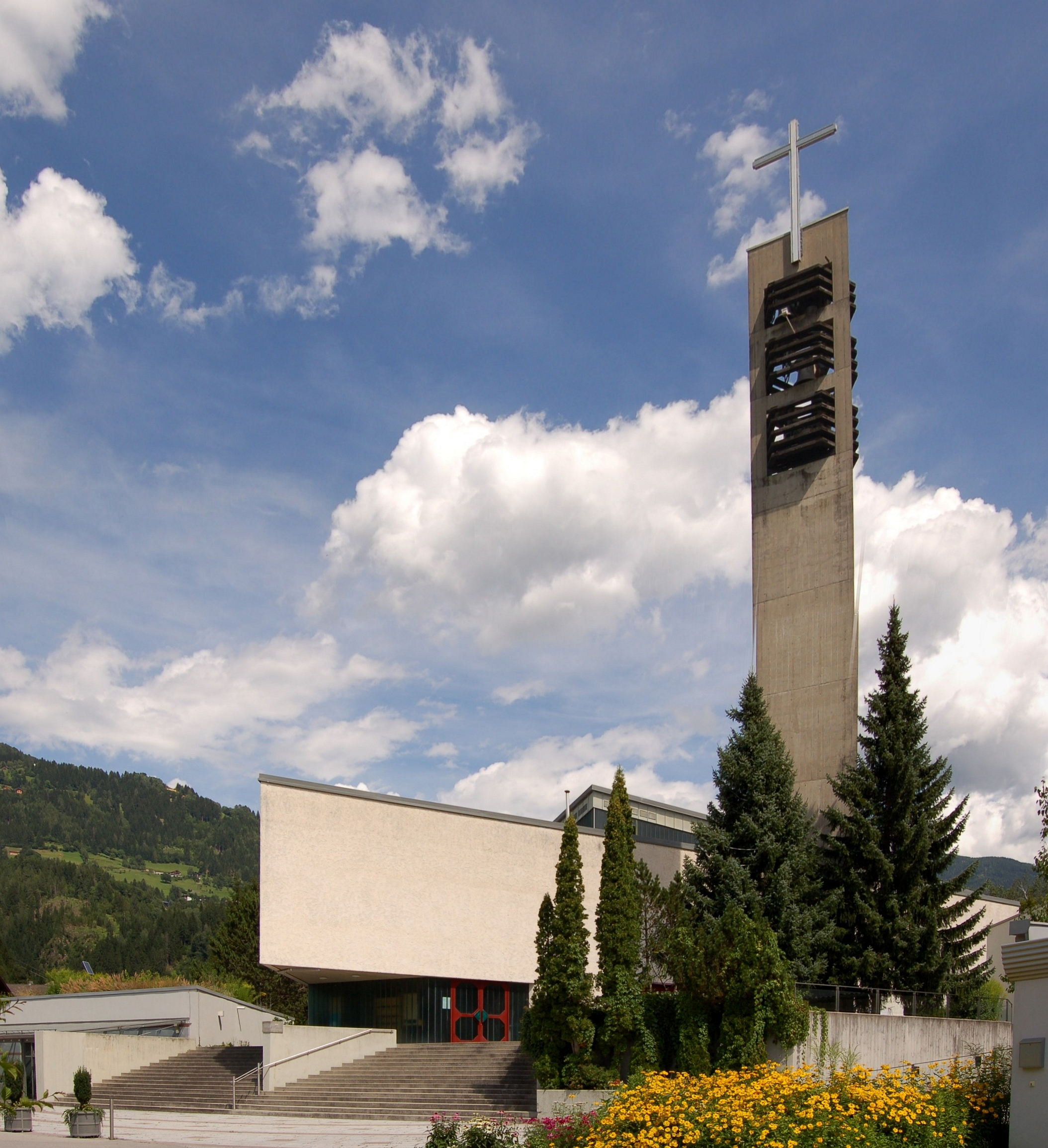
Debanter Pfarrkirche

Die Debanter Pfarrkirche ist eine römisch-katholische Pfarrkirche in der politischen Gemeinde Nußdorf-Debant in Osttirol. Die Pfarre wurde am 15. September 1967 als Pfarrvikariat der Pfarre Nußdorf eingerichtet und am 1. September 2000 zur Pfarre erhoben. Die Pfarre untersteht dem Dekanat Lienz (Diözese Innsbruck). Die Kirche wurde ab 1968 errichtet und 1977 dem Heiligen Geist geweiht. Sie steht unter Denkmalschutz (Listeneintrag).

## Geschichte
Debant verfügte ursprünglich nur über die kleine Sankt-Silvester-Kapelle aus dem Jahr 1670. Für den Messbesuch mussten die Bewohner in die Nußdorfer Pfarrkirche ausweichen. Die Siedlung von Debant erlebte jedoch nach dem Zweiten Weltkrieg einen starken Wirtschafts- und Bevölkerungsaufschwung. Das starke Anwachsen der Einwohnerzahl in der Ortschaft führte zu einer Initiative im Nußdorfer Kirchenrat, die auf die Gründung eines neuen Kirchenbaus in der Ortschaft Debant abzielte. Für den Kirchenbau stellte die Gemeinde ein 7500 m² großes Grundstück zur Verfügung, von den eingereichten Projekten wurde der Entwurf des Innsbrucker Architekten Ulrich Feßler ausgewählt. Die Projektkosten betrugen sieben Millionen Schilling und wurden im Wesentlichen eingehalten. 
Die Baumeisterarbeiten wurden an die Lienzer Baufirma L. Sapinski vergeben, die im Herbst 1969 mit den Bauarbeiten begann. Ende Oktober war das Pfarrhaus mit der Pfarrkanzlei, Pfarrsaal und Bibliothek fertiggestellt, am 25. Oktober 1970 konnte der erste Gottesdienst abgehalten werden. Die Weihe der Kirche durch den Innsbrucker Diözesanbischof erfolgte jedoch erst am 16. Oktober 1977.

## Bauwerk

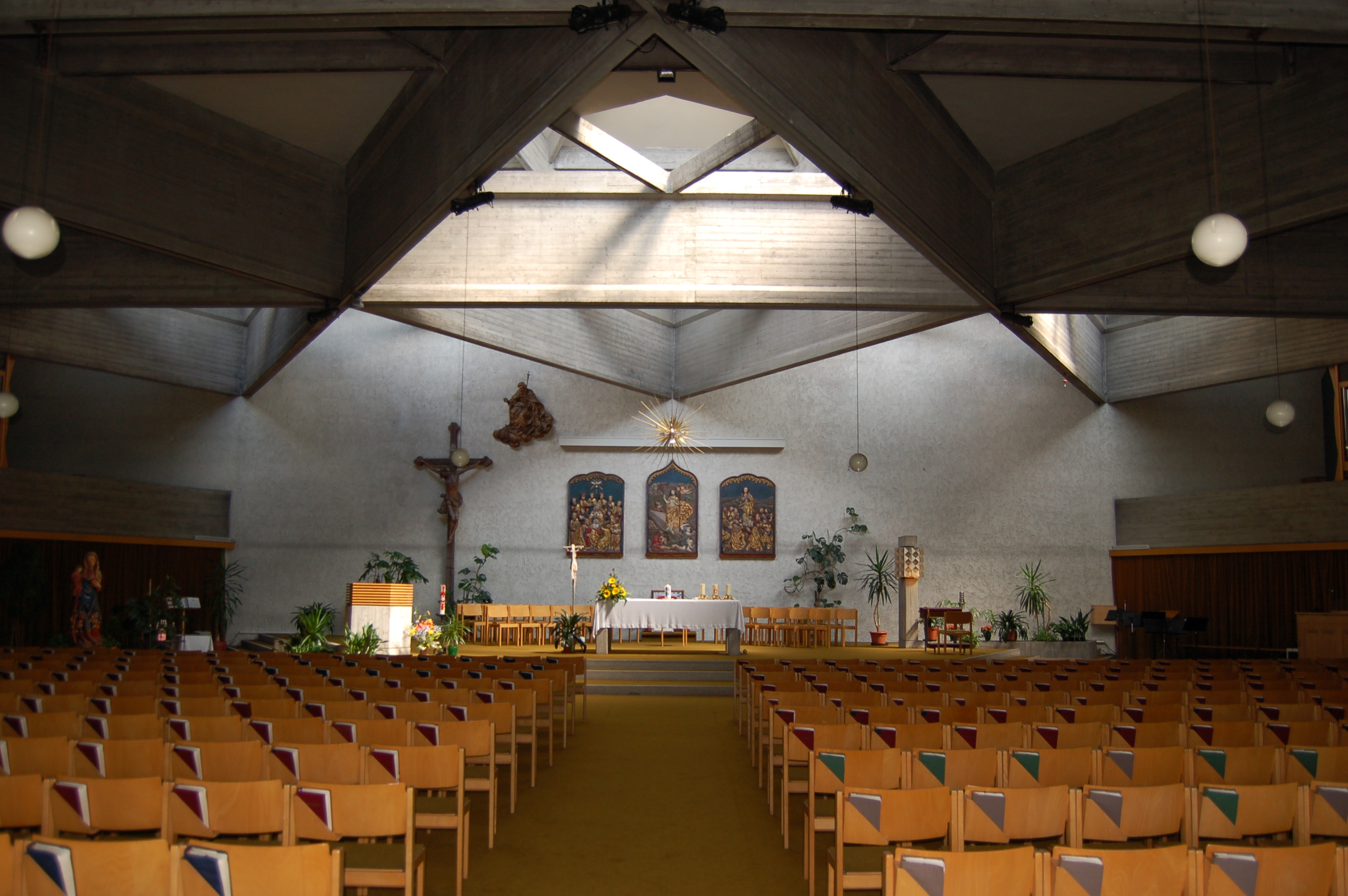
Blick in den Innenraum der Pfarrkirche

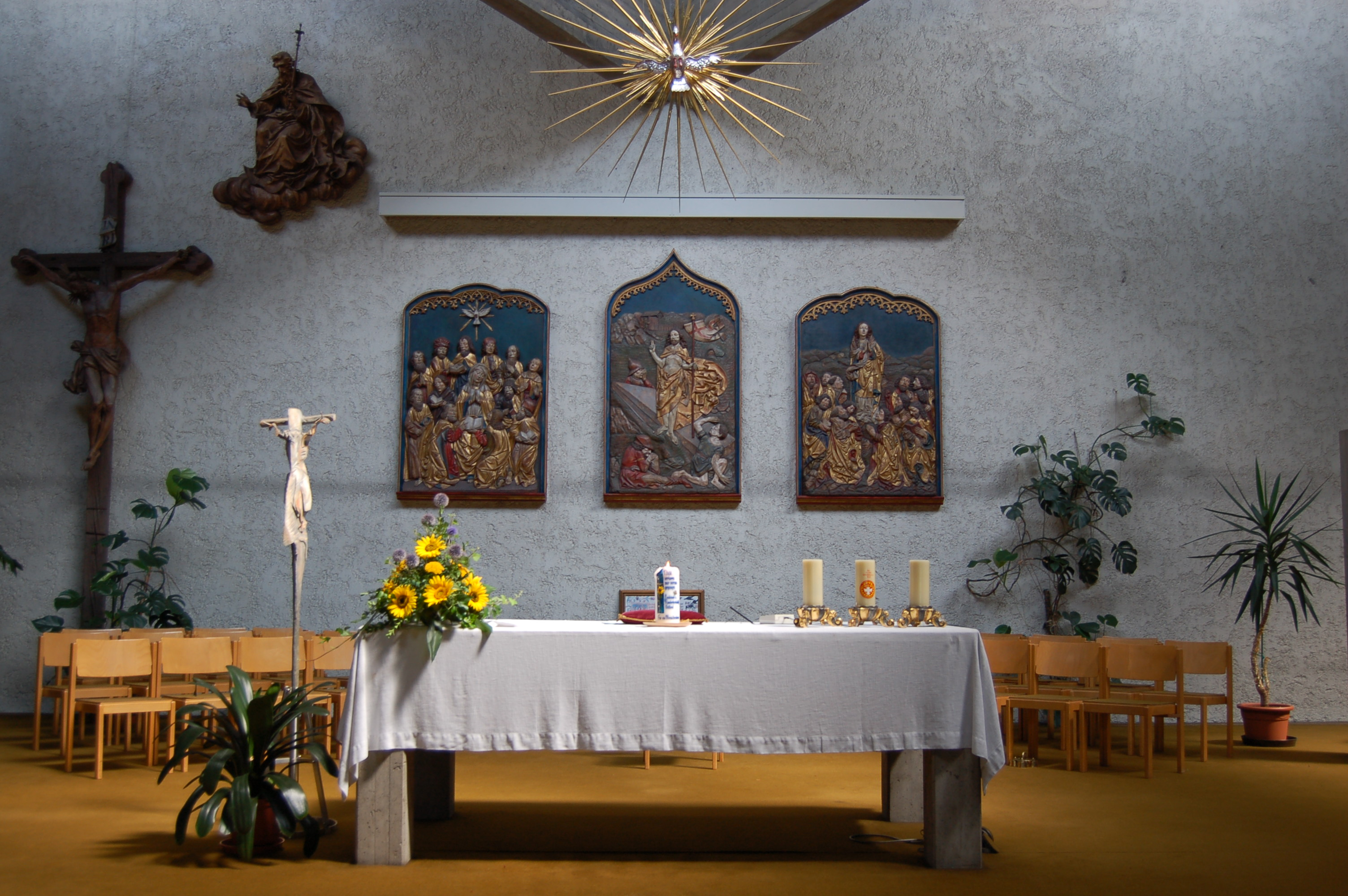
Altar mit Relieftafeln, Reliefen und Kreuz

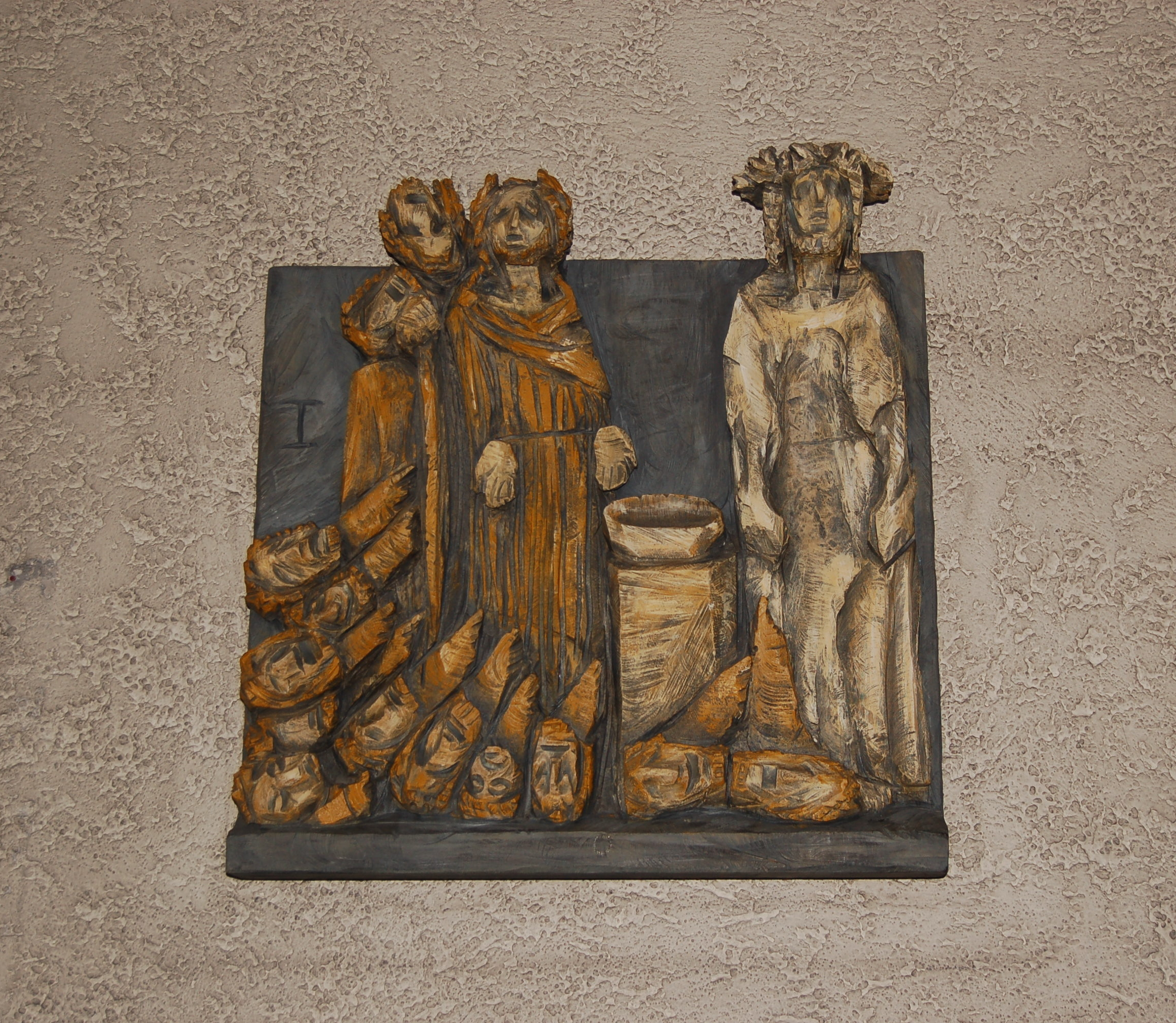
Moderne Kreuzwegtafel

Dem modernen Sakralbau der Debanter Pfarrkirche liegt die Form des gleichschenkligen Dreiecks zu Grunde, das zum regelmäßigen Sechseck weiterentwickelt wurde. Das Kirchenareal umschließt einen sechseckigen Platz, das Zentrum bildet der freistehende, dreieckige Kirchturm. Der Kirchturm wurde in Sichtbeton errichtet und erreicht eine Höhe von 26 Metern. Die Glocken wurden 1981 gegossen und stammen von der Glockengießerei Grassmayr in Innsbruck. 
Der Sakralraum selbst wurde in der Form eines gleichschenkligen Dreiecks mit einer Seitenlänge von 40 Metern ausgeführt. Im unteren Bereich wurden die Ecken für den Eingangsbereich, die Sakristei sowie die Beichtkapelle ausgenommen. Während dadurch im Grundriss ein Sechseck entsteht, bleibt in der Deckenuntersicht ein gleichseitiges Dreieck erhalten. Der Altar wurde im Geiste des Zweiten Vatikanischen Konzils an die Gläubigen herangerückt, die den Altar von drei Seiten umgeben. Das Mauerwerk der Kirche ist in weißem Rohputz ausgeführt, das Gitterwerk der Betonbalken lässt von oben Tageslicht auf den Altar einstrahlen.
Der Innenraum der Kirche wurde nach und nach mit verschiedenen Kunstwerken unterschiedlicher Epochen geschmückt. An der Wand hinter dem Altar hängen im Zentrum drei spätgotisch wirkende Relieftafeln von Wilhelm und Viktor Senoner aus St. Ulrich in Gröden. Die Tafeln wurden Werken von Tilman Riemenschneider nachempfunden und sind den Themen Auferstehung, Pfingsten und Mariae Himmelfahrt gewidmet. Links des Altars befinden sich drei barocke Kunstwerke. Ein Kreuz aus dem Raum Matrei sowie die Reliefe Gottvater (aus dem Raum Pongau) und Heiliger Geist. Die Beichtkapelle wird von einem barocken Schmerzensmann geschmückt, weitere Ausstattungsgegenstände sind barocke Apostelbilder aus Schlaiten und Stationstafeln aus dem Franziskanerkloster Lienz. 
Ursprünglich wurde in der Kirche eine Elektronikorgel eingesetzt. Nach fünfzehn Jahren wurde das störungsanfällige Modell jedoch durch eine Digital-Computer-Orgel ersetzt. Eine Pfeifenorgel konnte auf Grund der Warmluftheizung und der dadurch entstehenden, fortlaufenden Verstimmung nicht verwendet werden. Zudem wäre eine Pfeifenorgel für den 6000 m² großen Raum nur schwer zu finanzieren gewesen. Die Digital-Computer-Orgel der Firma Cremer aus Köln wurde 1987 eingeweiht.